# Eutidemo de Atenas
Eutidemo (griego: Ευθύδημος) fue un strategos de Atenas durante la guerra del Peloponeso, específicamente la expedición a Sicilia. 
Es mencionado por primera vez por Tucídides como uno de los firmantes de la Paz de Nicias en 421 a. C., entre su ciudad y Esparta. Probablemente es la misma persona que en 414 a. C. era un oficial de la expedición ateniense que tenía Siracusa bajo asedio. Después de la fuga de Alcibíades cuando la Asamblea del Pueblo exigió explicaciones por los Hermocópidas y la posterior muerte de Lámaco en combate a finales de ese año, los atenienses resolvieron enviar otros oficiales para ayudar a Nicias, eran él y Menandro, entonces convaleciente por una enfermedad renal. Poco después llegó Demóstenes con refuerzos terrestres y navales.
Incluso antes de llegar los refuerzos, Eutidemo y Menandro se vieron forzados a presentar un ambicioso plan de batalla para justificar su nombramiento, lo que iba en contra de la actitud prudente de Nicias. Sufrieron un revés en el puerto de Siracusa, perdiendo varios barcos y equipos.
Después de la llegada de Demóstenes, Eutidemo participó en otra batalla. Esta vez al mando del ala izquierda ateniense contra el flanco derecho siracusano al mando del espartano Sikanos. A principios de septiembre de 413 a. C., Eutidemo aparece mencionado como partícipe en la batalla naval final sucedida en el puerto. Nada más se sabe de él, por lo que probablemente murió en la batalla naval o durante la desastrosa retirada de los atenienses.